# Tibellus katrajghatus
Tibellus katrajghatus är en spindelart som beskrevs av Benoy Krishna Tikader 1962. Tibellus katrajghatus ingår i släktet Tibellus och familjen snabblöparspindlar. Inga underarter finns listade i Catalogue of Life.